# Vlasta Švejdová
Vlasta Švejdová, také Švejdová Novotná nebo Švejdová-Lorenzová (22. července 1946 Brno), je česká ilustrátorka, grafička, malířka a karikaturistka. Věnovala se také animovanému filmu.

## Život a dílo
Vlasta Švejdová vystudovala v letech 1960–1964 Střední uměleckoprůmyslovou školu v Brně (pedagog Karel Langer). Začínala jako ilustrátorka v novinách a byla kmenovou autorkou humoristického kresleného časopisu Dikobraz. V osmdesátých letech vytvořila sedm kreslených filmů pro Filmové studio Barrandov, později pracovala také pro filmové studio ve Zlíně a brněnské televizní studio. Ilustruje pohádky, učebnice, obaly na CD. Věnuje se také olejomalbě, perokresbě a litografii. Její dílo bylo součástí domácích i zahraničních výstav a je rovněž zastoupeno v mnoha soukromých sbírkách. Je nositelkou ceny Pohádkový zvoneček.
Jako čtyřnásobná matka má dvě dcery a dva syny.

### Publikace
- ŠVEJDOVÁ, Vlasta. Kaštánek. Praha: Sid & Nero, 1998. 30 s. ISBN 80-85886-40-5.
- ŠVEJDOVÁ, Vlasta. Na hradě už nestraší. Praha: Sid & Nero, 2001. 31 s. ISBN 80-85886-71-5.
- ŠVEJDOVÁ, Vlasta. Nejkrásnější česká říkadla. Brno: Duha Press, 2012. 20 s. ISBN 978-80-87061-65-7.